# Hoornkoet
De hoornkoet (Fulica cornuta) behoort tot de familie van de rallen.

## Verspreiding en leefgebied
Deze soort komt voor van Noord-Chili tot Noordwest-Argentinië.

## Status
De grootte van de populatie wordt geschat op zes- tot vijftienduizend volwassen vogels. Op de Rode lijst van de IUCN heeft deze soort de status gevoelig.